# بنو عمران (یمن)
 بنو عمران  (در عربی:  بَنو عُمران )
نام روستایی است در دهستان ذی عُمران از توابع استان رَیمه در کشور یمن در شبه جزیره عربستان.

## جمعیت
جمعیت آن (۵۵ ) نفر (۶ خانوار) می‌باشد.